# Lena Thunmark-Nylén
Kerstin Gunhild Helena (Lena) Thunmark-Nylén, född 1 november 1943, är en svensk arkeolog, framför allt specialiserad på Gotlands yngre järnålder.
Hon disputerade 1983 vid Uppsala universitet med en avhandling om gotländska dräktspännen. Under lång tid arbetade hon som antikvarie vid Historiska museets dåvarande järnåldersavdelning. 
Thunmark-Nylén är en av världens främsta experter på Gotlands vikingatida föremålsvärld. Hon har bland annat sammanställt och analyserat större delen av det idag kända gotländska materialet från denna period i den mellan 1995 och 2006 utgivna serien Die Wikingerzeit Gotlands vilken totalt omfattar sju böcker.
Lena Thunmark-Nylén var gift med arkeologen Erik Nylén (1918–2017).

## Publikationer i urval
- 1983. Vikingatida dosspännen - teknisk stratigrafi och verkstadsgruppering. Uppsala
- 1995–2006. Die Wikingerzeit Gotlands I-IV. Stockholm